# Cycle de Randle
Le cycle de Randle ou "cycle glucose-acides gras" est un processus biochimique qui implique la compétition de l'utilisation cellulaire du glucose et des acides gras libres dans certains états métaboliques. Il pourrait être l'explication théorique de la résistance à l'insuline dans le diabète de type 2,.

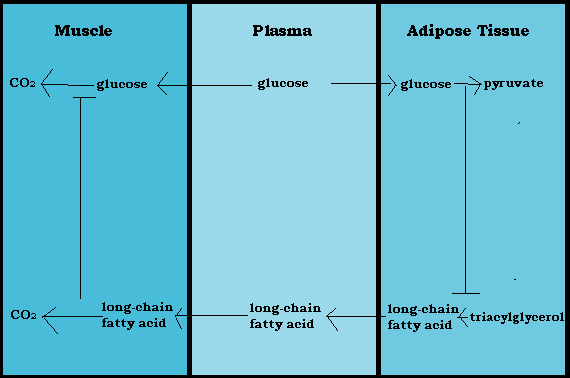
Cycle de Randle